# Jorge Roberto Ogdon
Jorge Roberto Ogdon Aquino (Asunción, 23 de abril de 1954 - Ib., 30 de noviembre de 2007) fue un antropólogo, arqueólogo y escritor paraguayo, especializado en el Antiguo Egipto. 

## Primeros años y estudios académicos
Aunque nació en Asunción, Paraguay, desde temprana edad, se radicó junto a su familia en Buenos Aires, Argentina, mostrando un interés apasionado por el Antiguo Egipto, particularmente por la religión y la magia del país del Nilo. Su padre le dio acceso a una gramática de la que se valió para aprender escritura jeroglifica en forma autodidacta.
Cursó estudios primarios y secundarios en el Colegio Nuestra Señora de Guadalupe de Buenos Aires, de donde egresó en 1971 con el título de bachiller. Por unos años, cursó la carrera de Antropología con orientación arqueológica en la Facultad de Filosofía y Letras de la Universidad de Buenos Aires. Simultáneamente, estudió en el Instituto de Historia Antigua Oriental (IHAO), siendo discípulo de Abraham Rosenvasser.

## Investigaciones arqueológicas
En marzo de 1974, dirigió una expedición a la Isla de Pascua, patrocinada por la Universidad de California, con el objeto de realizar un trabajo de relevamiento arqueológico. Allí, estudió a fondo la mitología rapanui y realizó recopilaciones sobre el continente perdido de Hiva. A su regreso, el profesor Ogdon brindó una importante conferencia pública acerca de las investigaciones efectuadas durante el viaje, la cual tuvo una masiva asistencia y una exitosa repercusión en los medios de prensa escrita de Buenos Aires.
En 1980, junto al Dr. Carlos Scala de la Universidad Nacional de Asunción, realizó una exploración arqueológica en Yacyretá, en la zona correspondiente a territorio paraguayo, donde exhumaron 52 yacimientos arqueológicos. Actualmente, estos hallazgos se encuentran en el Museo Casa de la Independencia, en Asunción. Como parte de la expedición, el profesor Ogdon desarrolló trabajos de campo con tribus Tupi guaraní y estudió de cerca el fenómeno del chamanismo.

## Teorías sobre la construcción de la Gran Pirámide
En 1984, el Sr. Claudio Neumann propuso una inédita teoría acerca de la construcción de la Pirámide de Guiza, la cual fue conocido como la "hipótesis de los triángulos sagrados". Hasta entonces, las investigaciones acerca del complejo de pirámides se habían centrado en descubrir los métodos de su construcción, como por ejemplo el traslado de los bloques de piedra. Sin embargo, la teoría de Neumann planteaba analizar la forma en que las pirámides habían sido diseñadas. La propuesta de estudio interesó al profesor Ogdon, quien fue contactado por Neumann para conformar un equipo investigador. Al grupo de investigación se sumó el Ing. Jorge A. Trench y el Dr. Jean-Philippe Lauer. El proyecto fue apoyado por el Dr. Ahmad Qadry, presidente del Consejo Superior de Antigüedades de El Cairo. 
El resultado fue que, en 1987, el profesor Ogdon y su equipo expusieron, con motivo de la conferencia "Encuentro Internacional Keops", llevada a cabo en la Villette de París, el avance de sus investigaciones, que fueron además recogidas en un informe publicado en Sciences-Actualité. De igual manera, durante su estadía en Francia, el grupo de investigadores fue invitado por la Dra. Schulman-Antelme (Museo del Louvre) a realizar indagaciones sobre objetos del Reino Antiguo. 
Neumann planteó que la construcción de la Gran pirámide tuvo que basarse en un “arquetipo” o modelo previo, una consideración que proporciona un factor intelectual y filosófico a la misma. Además, al restituir las mediciones de la pirámide a “codo real” (medida antigua), tal como lo había señalado anteriormente Sir Flinders Petrie, logró probar que la pirámide presentaba una proporción interior de armonía, al igual que en su exterior. La clave para este descubrimiento se basó en los datos aportados por Heródoto de Halicarnaso relativos a la existencia de una constante proporcional o “número áureo”. Los antiguos, entre ellos el mismo Platón, consideraban ese número como la clave física del cosmos. Neumann descubrió que la medida de la relación de la Gran pirámide era la misma que la medida de algunos sarcófagos investigados con anterioridad. Por lo tanto, se probó la existencia de una intencionalidad matemática y geométrica en la construcción.  
El profesor Ogdon siguió la indagación de la teoría hasta el aspecto micro en la estructura y disposición de los jeroglíficos con relación a su ubicación espacial, estudiando y catalogando el complejo de escrituras de Kaihuief en Guiza y de Ti en Saqqara, ambas pertenecientes a la Dinastía V. Estos estudios revelaron que el uso de triángulos sagrados fue el cenit de las construcciones de megalítos, tras lo cual se dio uso a este sistema, siendo la manera que los Dioses egipcios formaron el cosmos. De este modo, la teoría desarrolla la idea de que las medidas de la pirámide contienen la génesis de la creación del mundo.

## Trabajos académicos y obra literaria
En 1975, desempeñó la labor de profesor de la Cátedra de Historia y Lectura de jeroglíficos en el IAE. Asimismo, fue Secretario General de dicha institución. En representación de este cargo, fue enviado en 1976 al Primer Congreso Internacional de Egiptólogos celebrado en El Cairo, Egipto, siendo el único representante de la egiptología sudamericana y el más joven de los participantes. En dicha oportunidad, adquirió 145 piezas de antigüedades egipcias, 138 de las cuales pertenecieron a la colección de Henry M. Tudor.
Desde 1974 fue director y editor de la revista Aegyptus Antiquus, publicación del IAE. En 1978, Ogdon abandonó el IAE debido a desacuerdos por la propiedad intelectual de la revista.
De 1978 a 1988 fue director del CIEBA (Centro de Investigaciones Egiptológicas de Buenos Aires).
Desde 1995 hasta su muerte fue fundador y director del CEAE (Centro de Estudios del Antiguo Egipto) en Buenos Aires. En 1997, fundó la revista "Apuntes de Egiptología" y publicó la colección de "Seminarios".
En 2004, emprendió una traducción de la copia del papiro Prisse "Instrucciones de Ptahhotep" en colaboración con el prof. Sergio Fuster.
Fue Director Científico de la Revista de Egiptología-Isis entre los años 2001 y 2003 y, desde 2004 hasta 2007, reeditó “Apuntes de Egiptología” en versión electrónica con la colaboración de importantes especialistas, entre los que se destacan el Dr Terence DuQuesne, Juan José Castillos, Alain Anselin, R. H. Wikinson y Oscar Pfouma. 
Colaboró regularmente con las revistas: Discussions in Egyptology (Oxford); Göttingen Miszellen (Gotinga); The Journal of the Society for Egyptian Antiquities (Mississauga); The Journal of Egyptian Archaeology (Londres); Bulletin of the Egyptological Seminar (Nueva York); Cahiers Caribéens d'Égyptologie (París-Guyana); Revista de la Sociedad Uruguaya de Egiptología (Montevideo); Zeitschrift für Ägyptologie und Altertumskunde (Leipzig).
La obra literaria de Ogdon se basó principalmente en artículos aparecidos en diversas publicaciones académicas. Sin embargo, fue también un entusiasta admirador del escritor estadounidense H. P. Lovecraft, llegando él mismo a escribir numerosos relatos de terror y de género fantástico, la mayoría de ellos publicados en Internet. Publicó, además, una novela de misterio, titulada "La puerta etrusca", en la Revista Qliphoth dirigida por el escritor Santiago Eximeno.
En 2006, debido a su delicada salud, tuvo que trasladarse a Paraguay, donde escribió su libro: "La protección de la Vida. Una práctica cotidiana mágica en el Antiguo Egipto", editada y publicada en forma póstuma por Cuadernos de Egiptología Mizar en el año 2007.